# Переписной район №3 (Ньюфаундленд и Лабрадор)
Переписной район № 3 (Ньюфаундленд и Лабрадор) — переписной район провинции Ньюфаундленд и Лабрадор Канады, по большей части расположен на южном побережье острова Ньюфаундленд. В отличие от некоторых других провинций, переписные районы в провинции Ньюфаундленд и Лабрадор существуют лишь как статистическое подразделение по данным переписи населения и не являются политическим образованием.
По данным переписи населения Канады 2016 года население переписного района составляло 15 560 человек (на 2011 год — 16 306 человек), площадь переписного района составляла 19 912,67 км².

## Общины

### Города
- Беллеорам
- Бургео
- Бурнт Айландс
- Ченнел-Порт аукс Баскуес
- Гаультойс
- Харбур Бретон
- Эрмитаж-Сендивилл
- Исл аукс Мортс
- Миллтаун-Хэд оф Бэй д’Эспоир
- Моррисвилл
- Пулс Ков
- Рамеа
- Ренкорте Ист
- Роз Блэнч-Харбур ле Коу
- Сил Ков
- Сейнт Албанс
- Сент Якус-Кумбс Ков

### Неорганизованные общины
- Подрайон A
- Подрайон B
- Подрайон C
- Подрайон D
- Подрайон E
- Подрайон F
- Подрайон H
- Подрайон I
- Подрайон J

## Поселениякоренных народов
- Самиаджий Миаупукек

## Демография
| 2006  | 2011  | 2016  |
| ----- | ----- | ----- |
| 17686 | 16306 | 15560 |

Источники —.